# Kieselmühlbach
Der Kieselmühlbach ist ein etwa 2,8 km langer Bach in der Gemeinde Achslach im niederbayerischen Landkreis Regen. Er mündet rund 200 Meter westlich von Bachlehen in die Teisnach.

## Verlauf
Der Kieselmühlbach entspringt im Naturschutzgebiet Birkenbruchwald Oed nördlich der Ortschaft Oed. Nach der Vereinigung seiner drei Quellbäche am Rande des Naturschutzgebietes unterquert der Bach die Kreisstrasse REG14 und lässt rechts und westlich die Ortschaft Weghof hinter sich. Südlich des Weilers Aign verzweigt sich der Bach für mehr als 400 Meter, um sich unmittelbar hinter der Kieselmühle wieder zu vereinigen. Der südliche Ast des Bachs verläuft in diesem Bereich deutlich höher und enthält einen Weiher. Dies deutet darauf hin, dass es sich beim südlichen Zweig um den am Mühlenstau abgezweigten ehemaligen Kanal mit Mühlenteich handelt. Nach passieren der ehemaligen Mühle Kieselmühle, die namensgebend für den Bach war, fließt der Kieselmühlbach bei Bachlehen in die Teisnach.

## Tal
Im Kieselmühlbachtal liegen keine größeren Wanderwege. Nur einige Waldwege durchziehen das Kieselmühlbachtal. Im Tal gibt es nur ein paar Dörfer und eine Einöde. Diese sind Aign, Rimbeck, Weghof und die Einöde Kieselmühle.